# Niko Miljanić
Dr. Niko Miljanić (translitera del serbio cirílico Нико Миљанић) (1892 - 1957) un anatomista de Serbia y cirujano, fue uno de los fundadores de la Escuela de Medicina de Belgrado, que hoy es parte de la Universidad de Belgrado, y ha ocupado la primera conferencia sobre la escuela recién formado el 12 de diciembre de 1920.  Ha sido profesor de tiempo completo de la anatomía durante el período 1920-1934, a continuación, celebrado conferencias sobre propedéutica cirugía desde 1935 hasta 1947.
En 1954, fue relevado de la Facultad. El profesor Miljanić fue el autor de los primeros libros de texto de la anatomía en serbio, una monografía sobre la asepsia, así como una gran cantidad de artículos científicos sobre la anatomía y cirugía en diferentes revistas en Yugoslavia y en el extranjero. Como exalumno francés fue elegido presidente de la Asociación francesa de exalumnos de  y el fundador de la bilingüe diario serbio-francesa Anali medicina i hirurgije (Anales de Medicina y Cirugía), publicado 1927 a 1934.
En 1930, se dio a conocer el monumento de gratitud a Francia en parque Kalemegdan de Belgrado, junto con el rey Alejandro I de Yugoslavia. Él luchó en ambas guerras de los Balcanes y las dos guerras mundiales. Miljanić fue miembro de la Academia Francesa de Cirujanos y fue condecorado con la Orden de la Legión de Honor.